# Battaglia del Boorne
La battaglia del Boorne (in olandese Slag aan de Boorne) fu una battaglia dell'VIII secolo combattuta tra Franchi e Frisi vicino alla foce del fiume Boorne in quella che oggi è la provincia olandese della Frisia. Le principali fonti a disposizione sulla battaglia sono il Liber Historiae Francorum e la Cronaca di Fredegario.

## Svolgimento
Sino all'VIII secolo Franchi e Frisi si erano a lungo affrontati in una serie di guerre e scaramucce. Nel 734 un esercito franco comandato dal maestro di palazzo Carlo Martello invase la Frisia, marciando lungo il fiume Boorne. L'esercito franco raggiunse la foce del fiume, il quale un tempo aveva l'estuario che sfociava nel Boorndiep o Middelsee, il quale nel corso dei secoli si è insabbiato, per poi essere sfruttato per le attività agricole tra il X ed il XIV secolo.
I Frisi comandati dal re Poppo usarono delle imbarcazioni per sbarcare il loro esercito e sorprendere i Franchi. Tuttavia, l'esercito frisone fu sconfitto e Poppo morì in battaglia. I franchi ottennero il controllo delle terre della Frisia ad ovest dell'estuario del Lauwers ed i Frisi divennero tributari del Regno franco, con la sola eccezione delle tribù che vivevano nella Frisia settentrionale nell'attuale Germania.